# Рехтгальтен
Рехтгальтен (нім. Rechthalten) — громада в Швейцарії в кантоні Фрібур, округ Зензе.

## Географія
Громада розташована на відстані близько 26 км на південний захід від Берна, 8 км на південний схід від Фрібура.
Рехтгальтен має площу 7,3 км², з яких на 7,1 % дозволяється будівництво (житлове та будівництво доріг), 73,7 % використовуються в сільськогосподарських цілях, 18,1 % зайнято лісами, 1,1 % не є продуктивними (річки, льодовики або гори).

## Демографія
2019 року в громаді мешкало 1108 осіб (+2,1 % порівняно з 2010 роком), іноземців було 4,2 %. Густота населення становила 152 осіб/км².
За віковим діапазоном населення розподілялося таким чином: 17,8 % — особи молодші 20 років, 59,8 % — особи у віці 20—64 років, 22,4 % — особи у віці 65 років та старші. Було 511 помешкань (у середньому 2,1 особи в помешканні).
Із загальної кількості 204 працюючих 63 було зайнятих в первинному секторі, 44 — в обробній промисловості, 97 — в галузі послуг.